# Projet de Constitution française du 19 avril 1946
Le projet de Constitution française du 19 avril 1946 est le texte constitutionnel rédigé par la première Assemblée constituante issue de la loi constitutionnelle de 1945. Ce projet fut voté par les députés le 19 avril 1946 par 309 voix contre 249, et soumis au référendum le 5 mai 1946. À cette occasion, le corps électoral le rejeta à 52,82 % des votants (10 584 359 voix contre le projet ; 9 454 034 en faveur).
Conformément à la loi constitutionnelle de 1945, une nouvelle assemblée constituante fut élue, le 2 juin 1946. Elle rédigea un nouveau projet qui, soumis lui aussi au référendum, fut adopté : il s'agissait de la constitution de 1946.

## Contexte
L'Assemblée constituante est composée d'une majorité absolue pour la gauche, avec comme principaux groupes le PCF et la SFIO.
Le Gouvernement provisoire de la République française est présidé d’abord par le général de Gaulle, puis à compter du 20 janvier 1946 par le socialiste Félix Gouin. De Gaulle a démissionné parce qu’il n’a pas la confiance de l’Assemblée nationale constituante : il ne représente alors aucun parti ni mouvement, et le cabinet qu'il avait constitué avec des ministres de tous bords n'a pas pu durer. Celui de Gouin sera encore plus éphémère.
Le texte rapidement rédigé par les députés est une tentative de parlementarisation du régime. Il est vivement critiqué par la droite, qui appelle à voter contre, tandis qu'au centre le MRP, représenté au cabinet Gouin, met peu de conviction pour le soutenir, après avoir dû céder sur plusieurs points au cours de la rédaction. La campagne du « non » se révèle assez efficace pour que les électeurs rejettent le projet constitutionnel par référendum le 5 mai 1946.
Lors du discours de Bayeux le mois suivant, de Gaulle expliquera à quoi doit ressembler pour lui la nouvelle Constitution, en espérant inspirer les débats à venir. Il ne sera que peu écouté.

## Principales dispositions du texte
Le texte propose d'établir un régime parlementaire monocaméral avec une assemblée unique élue au suffrage universel direct pour cinq ans. Le Sénat, vu par la gauche comme une assemblée de tradition conservatrice, aurait donc disparu, pour être remplacé par deux organes consultatifs, le Conseil économique, précurseur du Conseil économique, social et environnemental, et le Conseil de l'Union française.
Dans ce projet, l'exécutif est divisé entre un président de la République, chef de l'État exerçant un pouvoir réduit comme sous la IIIe République, et un président du Conseil, chef du gouvernement. Tous deux sont élus par l'Assemblée nationale à la majorité des deux tiers pour le premier, à la majorité absolue pour le second. Le président du Conseil doit y faire approuver la composition et le programme de son cabinet ministériel par un vote d'investiture. Le renversement d'un cabinet exige la majorité des députés composant l'Assemblée, et non la majorité absolue des membres présents. Le président de la République est élu pour 7 ans et est irresponsable. Ses pouvoirs, sensiblement les mêmes que sous la Troisième République, sont limités au droit de grâce[réf. nécessaire], au droit de demander une seconde délibération des lois et au droit de dissolution. 
Face aux prérogatives importantes données au Parlement, sans véritable contre-poids, les adversaires du projet dénoncent un risque de dérive vers un régime d'assemblée, voire de partis, qui ne résout en rien le problème ancien de l'instabilité gouvernementale. La dissolution d'une Assemblée nationale ingouvernable est certes possible, mais difficile : elle doit être approuvée par deux tiers des députés, ou elle est prononcée si l'Assemblée a provoqué, « au cours d'une même session annuelle, deux crises ministérielles » (rejet d'une question de confiance ou adoption d'une motion de censure). Cette limite laisse par conséquent ouverte la possibilité de multiples changements de cabinet au cours d'une même législature.
Les constituants accordent une grande confiance au législateur, et malgré des propositions de compromis dans l'élaboration, il est décidé de ne pas établir un organe ou une procédure pour contrôler la constitutionnalité de la loi,.
Toute révision constitutionnelle devait passer par l'adoption à la majorité des députés de l'objet d'une révision, puis du texte de cette révision, puis par un référendum.
Une autre originalité du projet était sa volonté de décentralisation du pouvoir. Le titre VIII (« Des collectivités locales ») ouvrait la voie à des lois qui auraient renforcé les prérogatives des départements et communes, ainsi que des territoires et fédérations d'outre-mer.